# Awtonom Michailowitsch Golowin
Awtonom Michajlowitsch Golowin (russisch Автоном Михайлович Головин; * 7. Oktober 1667; † 3. Juli 1720) war General der Infanterie in der Russischen Armee und einer der Vertrauten von Peter dem Großen.

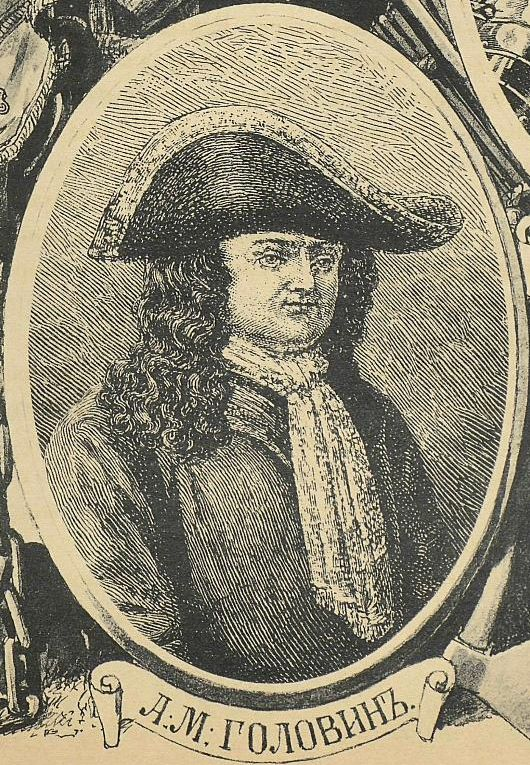
Awtonom Golowin

## Leben
Als Peter I. noch ein Junge war, diente Awtonom Golowin ihm als Palastdiener. Später in seinem Leben machte Peter ihn zu einem seiner Feldherren aufgrund seiner Loyalität zu ihm, auch wenn er fast keine militärische Erfahrung hatte. Der Zar beförderte Awtonom in den Rang eines Obersts des Preobraschensker Leib-Garderegiment und bat ihn, an seinen Asow-Feldzügen teilzunehmen. 1696 befehligte Golowin eine Division und übernahm eine aktive Rolle bei der Eroberung der Festung Asow.
Nach seiner Rückkehr aus dem Ausland im Rahmen der Großen Gesandtschaft in 1698, begann Peter die Vorbereitungen für den Krieg mit Schweden. Adam Adamowitsch Weide, Awtonom Golowin und Anikita Iwanowitsch Repnin wurden zu Kommandeuren der neu aufgestellten Regimenter nach westlichen Standards. Er selbst erhielt 1699 den Rang eines Generals der Infanterie und bildete acht Infanterieregimenter und ein Dragonerregiment als Teil einer Division. Er kritisierte die ausländischen Offiziere und hielt sie für inkompetent. Während der Schlacht bei Narva, wurde die russische Armee von Karl XII. besiegt. Die Division, die Golowin in dieser Schlacht befehligte, bestand nur aus Rekruten. Sie war eine der ersten, die vom Schlachtfeld floh. Feldmarschall Charles Eugène de Croy und alle ausländischen Offiziere in der russischen Armee samt Golowin gingen in schwedische Kriegsgefangenschaft. Golowin wurde nach Stockholm gebracht und blieb dort für die nächsten 18 Jahre. Der Zar konnte ihn erst im Jahr 1718 austauschen. 1719 und 1720 half Golowin bei der Strukturierung der russischen Armee. Awtonom Golowin starb im Jahre 1720.